# Sveinn Björnsson
Sveinn Björnsson (wym. [ˈsveitn̪ ˈpjœsːɔn]; ur. 27 stycznia 1881 w Kopenhadze, zm. 25 stycznia 1952 w Reykjavíku) – islandzki polityk, prawnik i dyplomata, pierwszy prezydent Islandii po zerwaniu unii personalnej z Danią i ustanowieniu republiki w 1944.

## Życiorys
Sveinn Björnsson ukończył w 1907 roku studia prawnicze na Uniwersytecie Kopenhaskim. Później powrócił na wyspę i w 1912 roku został radnym Reykjavíku. W latach 1914–1916 był członkiem parlamentu Islandii – Althingu (isl. Alþingi). Gdy w 1918 roku Islandia uzyskała niepodległość (jako królestwo z unią personalną z królem Danii), Sveinn został prezydentem stolicy. W dwa lata później ponownie uzyskał mandat parlamentarny, jednocześnie w tym samym roku objął urząd posła islandzkiego w Kopenhadze. Sprawował go w latach 1920–1924 i 1926–1940.

Proporzec regenta Islandii

Podczas II wojny światowej, po zajęciu Danii przez wojska niemieckie, Islandia nie uznała nowych władz w Kopenhadze. Sveinn Björnsson powrócił na Islandię i został wybrany przez Althing na regenta Islandii, który zastąpił i przejął formalnie uprawnienia króla Danii i Islandii w latach 1941-1943.
25 maja 1944 roku Islandczycy opowiedzieli się w referendum za pełną niepodległością i ustanowieniem republiki. 17 czerwca tego samego roku Althing wybrał Sveinna Björnssona na pierwszego prezydenta Islandii na okres jednego roku. Został później dwukrotnie wybrany na to stanowisko w wyborach bezpośrednich w latach 1945 i 1949. Zmarł w trakcie sprawowania swojej funkcji 25 stycznia 1952 roku.